# Pessines
Pessines – miejscowość i gmina we Francji, w regionie Nowa Akwitania, w departamencie Charente-Maritime.
Według danych na rok 1990 gminę zamieszkiwało 566 osób, a gęstość zaludnienia wynosiła 63 osób/km² (wśród 1467 gmin regionu Poitou-Charentes Pessines plasuje się na 508. miejscu pod względem liczby ludności, natomiast pod względem powierzchni na miejscu 885.).